# Spis Odessa (román)
Spis ODESSA (v anglickém originále The ODESSA File) je románový thriller anglického autora Fredericka Forsytha, který poprvé vyšel v roce 1972. Příběh o dobrodružstvích mladého německého novináře stopujícího bývalého velitele koncentračního tábora. ODESSA je zkratka názvu organizace bývalých nacistických příslušníků SS.

## Obsah
V roce 1963 německý nezávislý novinář Peter Miller, který se zabývá kriminálními činy, sleduje sanitku do bytu Salomona Taubera, Žida, který přežil holokaust a právě spáchal sebevraždu. Od známého policisty dostane deník mrtvého, z něhož se dozví o jeho pobytu v koncentračním táboře v Rize, kde velel Eduard Roschmann, přezdívaný Řezník z Rigy. Z deníku také vyplývá, že se Tauber stal svědkem toho, jak Roschmann zastřelil kapitána německé armády. Miller se rozhodne Roschmanna dopadnout.
Shromažďuje informace a navštíví státní zastupitelství a další úřady, přičemž zjistí, že nikdo v Německu nemá zájem vyhledávat nebo soudit bývalé nacisty. Jeho pátrání ho zavede také ke známému lovci válečných zločinců Simonu Wiesenthalovi, který mu odhalí existenci organizace ODESSA.
Miller je kontaktován skupinou bývalých vězňů koncentračních táborů, kteří přísahali, že budou hledat a popravovat německé válečné zločince a jsou napojeni na izraelskou tajnou službu. Žádají, aby pronikl do ODESSY, k čemuž má jako rodilý Němec předpoklady. Miller souhlasí a podstoupí výcvik u bývalého seržanta SS. Po jeho skončení navštíví právníka pracujícího pro ODESSU ve funkci Werwolfa a po přísném výslechu odjíždí, aby se setkal s padělatelem pasů, jenž poskytuje pomoc členům na útěku.
Millerův převlek je ale odhalen, a protože Roschmann hraje významnou roli v plánech nacistů na zničení Izraele, vydá se po jeho stopě najatý vrah. Přesto získá důležitý důkazní materiál a nakonec najde Roschmanna a se zbraní v ruce ho donutí přečíst část Tauberova deníku. Roschmann se snaží ospravedlnit svoje činy. Přizná vraždu německého kapitána a je objasněn hlavní motiv Millerova jednání, neboť vyjde najevo, že zavražděným byl Millerův otec. Miller je však zneškodněn Roschmannovým osobním strážcem a bývalý nacista se rozhodne uprchnout do Argentiny (ve filmové verzi je zastřelen).
Zásluhou izraelského agenta Josefa Miller přežije a během pobytu v nemocnici se dozví, co se stalo, zatímco byl v bezvědomí a je varován, aby nic z příběhu nezveřejňoval. Je informován o činnosti Roschmanna v Německu, který ve funkci ředitele továrny na rádia kryl výrobu řídících systémů raket, se kterými měla Egyptská armáda napadnout Izrael. Díky důkazům, které Miller shromáždil a odeslal úřadům je továrna uzavřena a celý plán zmařen.
V závěru knihy je popsán Josefův návrat do vlasti, kde prokazuje poslední poctu Salomonu Tauberovi. V dodatku jsou popsány také osudy skutečných postav, které v příběhu vystupují.

## Filmové zpracování
Román byl zfilmován a pod názvem Spis Odessa (film) uveden do kin v roce 1974 v hlavních rolích s Jonem Voightem proti Maximilliau Schellovi. Režisérem byl Ronald Neame a autorem hudby Andrew Lloyd Webber. Příběh byl zjednodušen a na některých místech změněn.

## Kapitán SS Eduard Roschmann
Ačkoliv film vychází z románu jen volně, byla to právě filmová verze, která vzbudila zájem o skutečného Řezníka z Rigy Eduarda Roschmanna. Roschmann je ve filmu zastřelen a po uvedení filmu v kinech, byl skutečný Roschmann uvězněn argentinskou policií, nechal propadnout kauci a uprchl do Asunciónu v Paraguayi, kde zemřel 10. srpna 1977.